# Vito d’Asio
Vito d’Asio – miejscowość i gmina we Włoszech, w regionie Friuli-Wenecja Julijska, w prowincji Pordenone.
Według danych na rok 2004 gminę zamieszkiwały 892 osoby, 16,8 os./km².